# Karamelo Santo

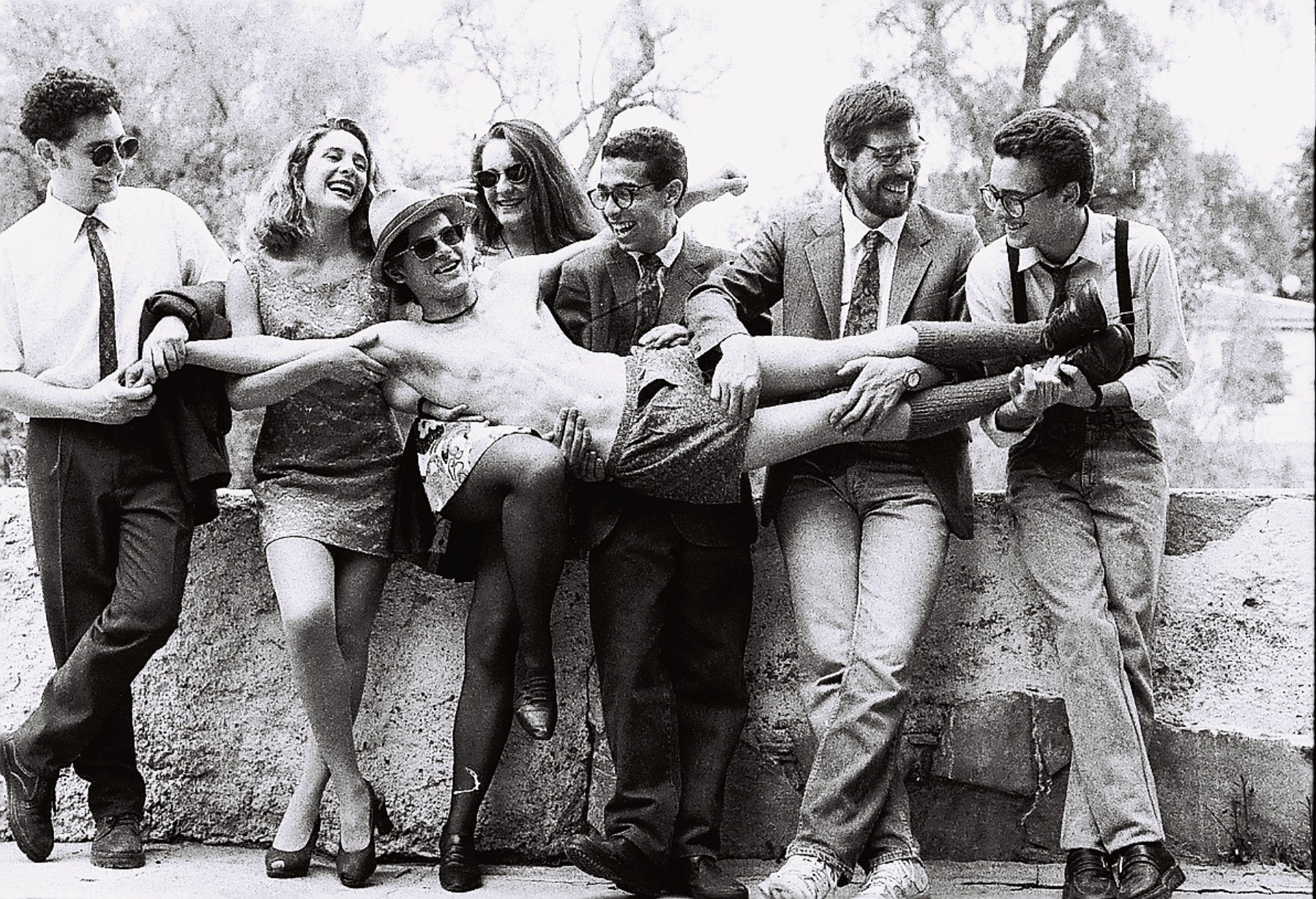
Karamelo Santo en 1992.

Karamelo Santo es una banda argentina de rock al estilo fusión de música global o Alterlatino, liderada y fundada por Goy, pionera en la mezcla de otros estilos como punk, folclore, cumbia, ska y reggae en Latinoamérica, formada oficialmente en 1993 en la ciudad de Mendoza, a pesar de que los primeros trabajos de ideas y ensayos se plasmaron con una agrupación previa llamada con el nombre de Perfectos Idiotas desde 1987, con influencias y ensayos en México, Argentina y Chile. Es precursora e inspiradora del género llamado hoy rock mestizo o alterlatino. Su arte está comprometida con los fenómenos sociales, declarada abiertamente antifacista, antiespecista y es una de las bandas del cono sur latinoamericano con mayor proyección global en los últimos años. Sus interminables giras han llegado a lo más recóndito del mundo, como Croacia, Hungría, Corea del Sur, Estados Unidos, Alemania, Polonia, Suecia, China, Kazajistán, Japón, Malta y más.

## Miembros Fundadores 1993

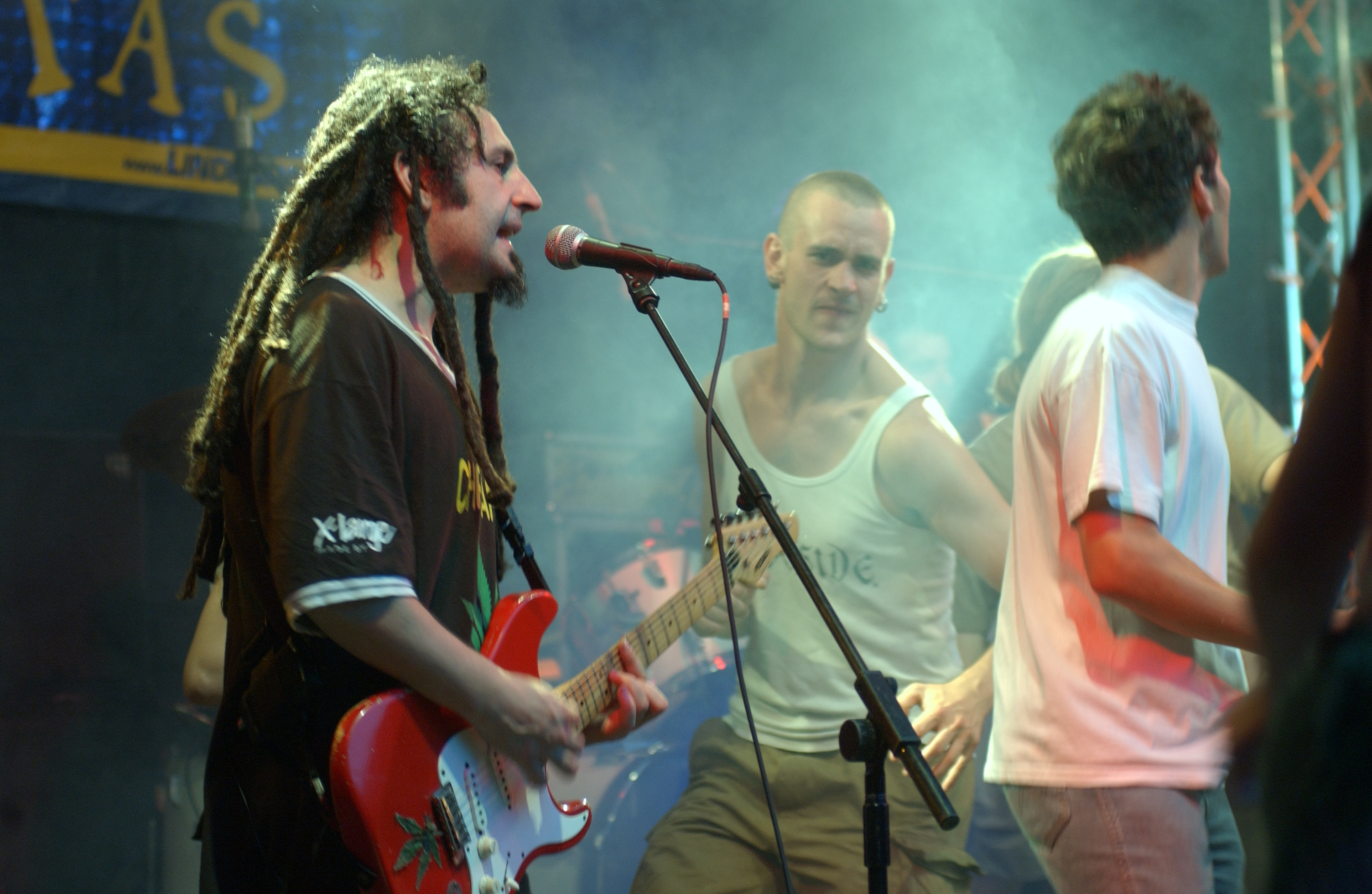
Guillermo Glúzman "Goy" - Guitarrista, voz
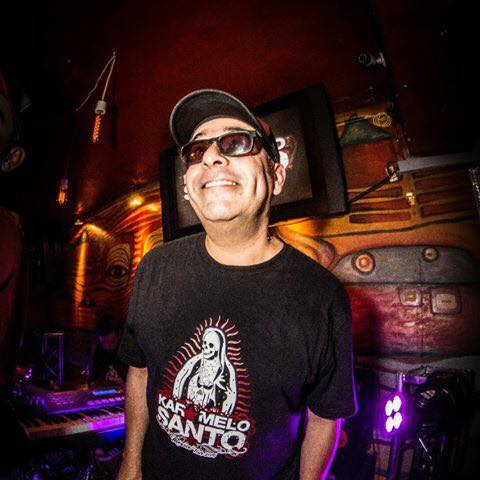
Mario Yarke "Marito" - Teclado
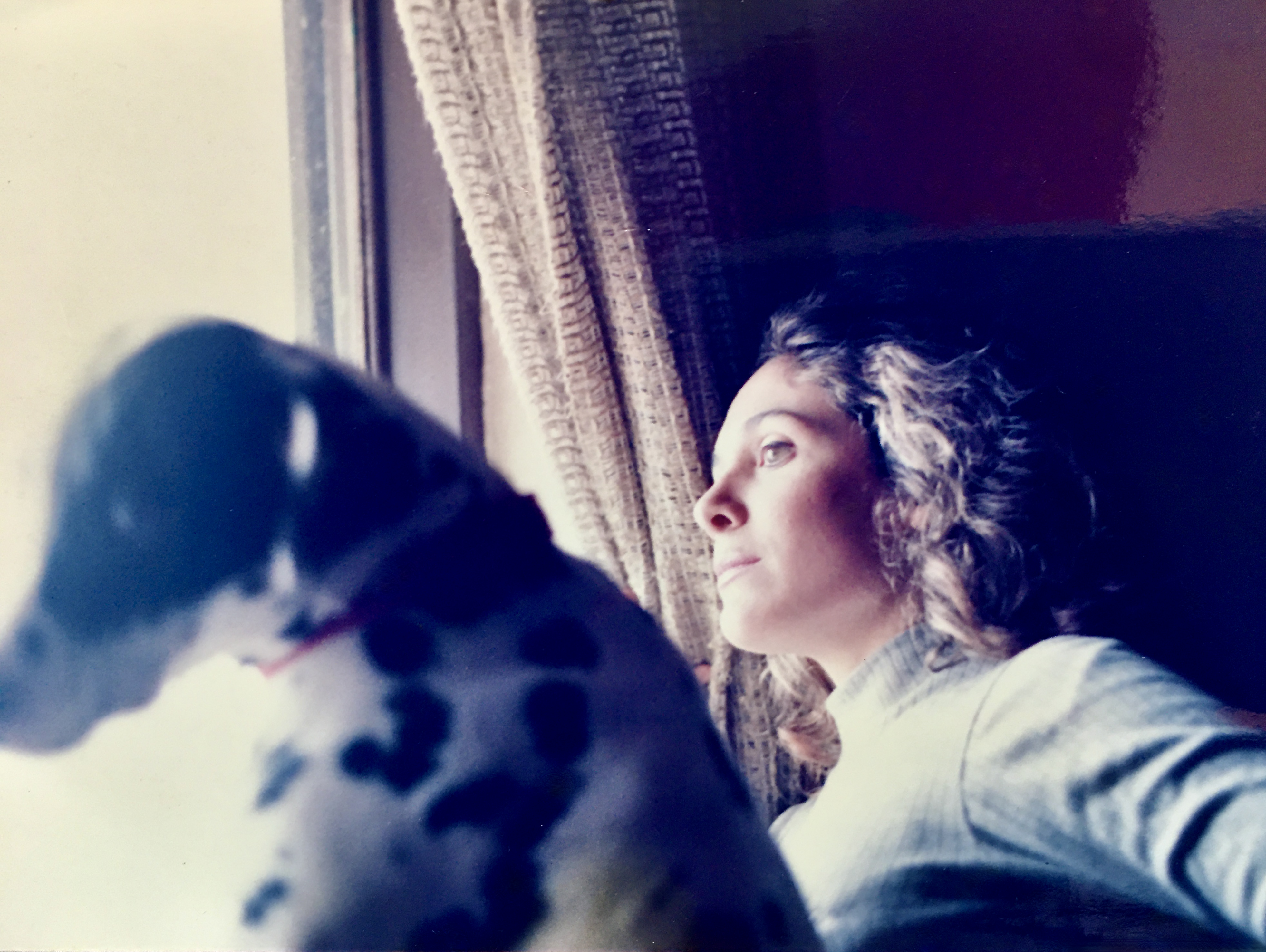
Fabiana Droghei - Teclado

## Miembros Actuales 2023

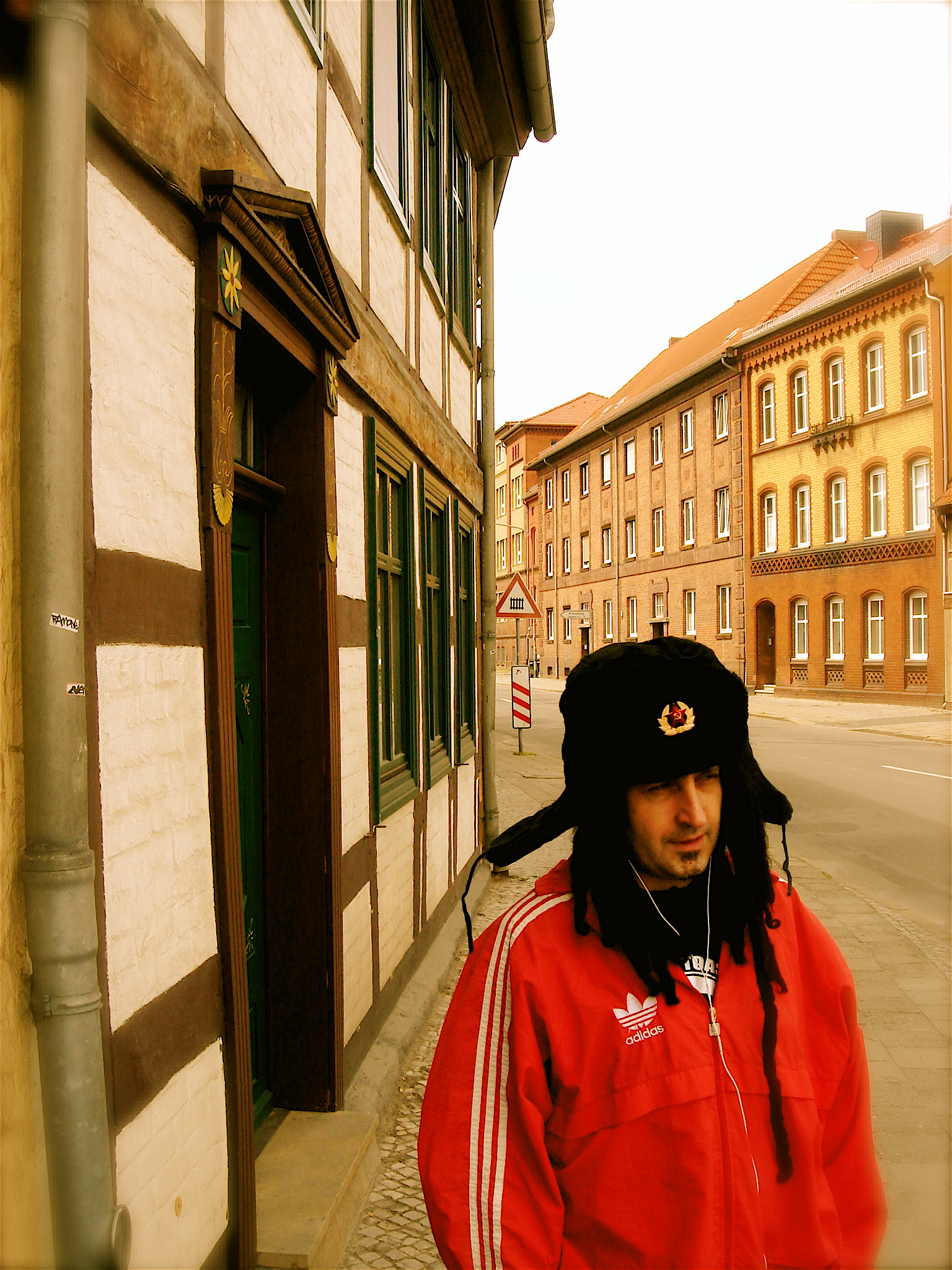
Guillermo Glúzman "Goy" - Guitarrista, voz
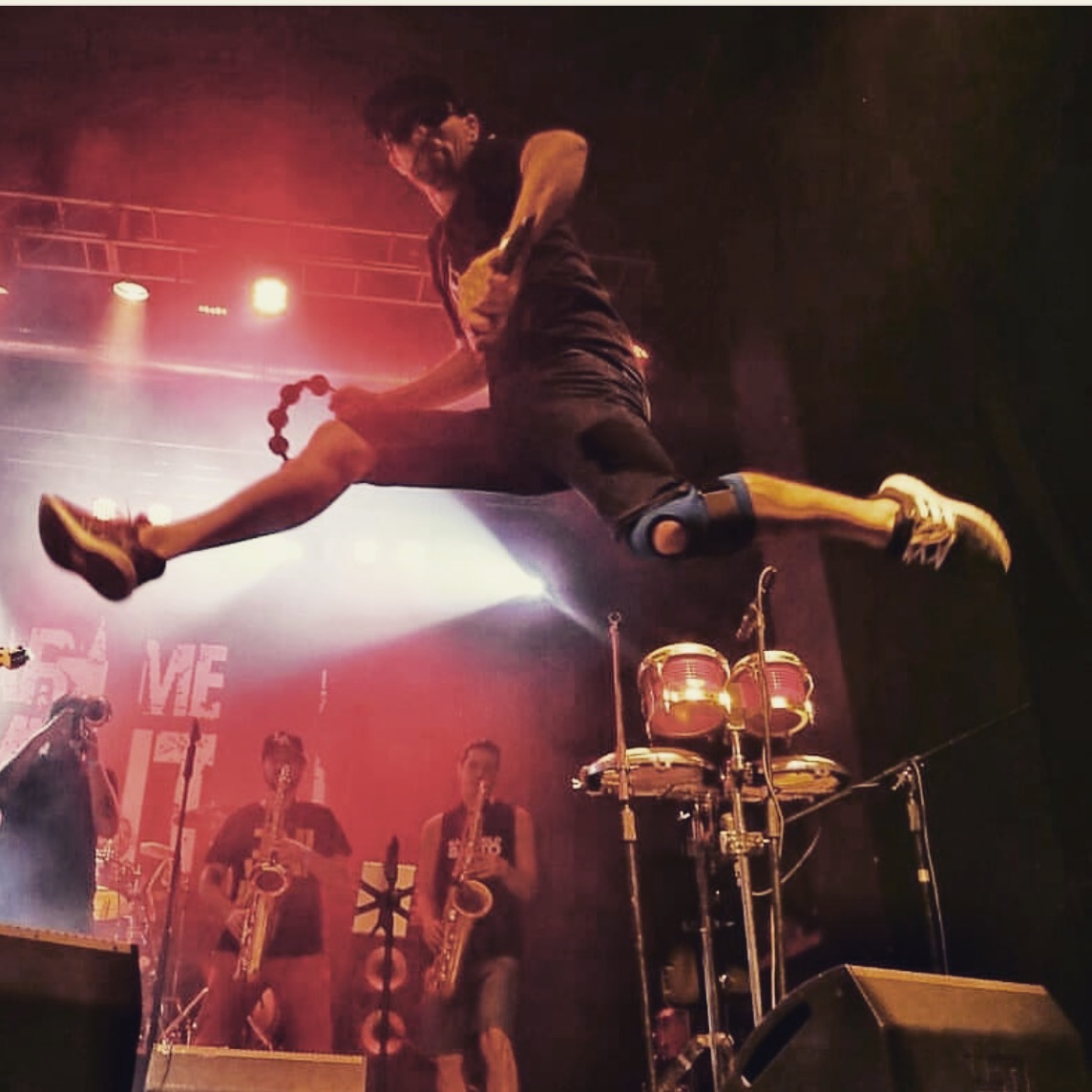
Ignacio Martín Ismael "Nacho" - Voz, percusión
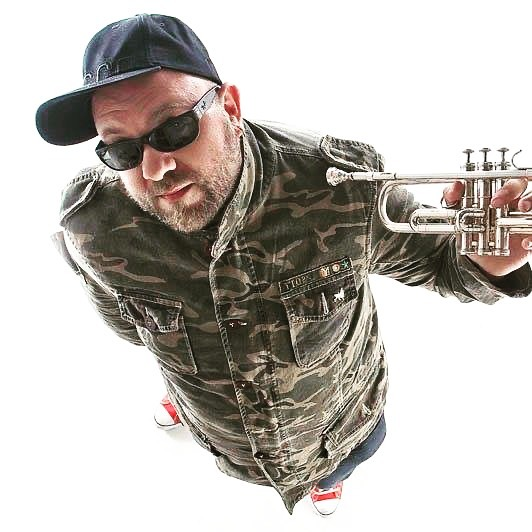
Adrián Frydman "Bebote" - Trompeta
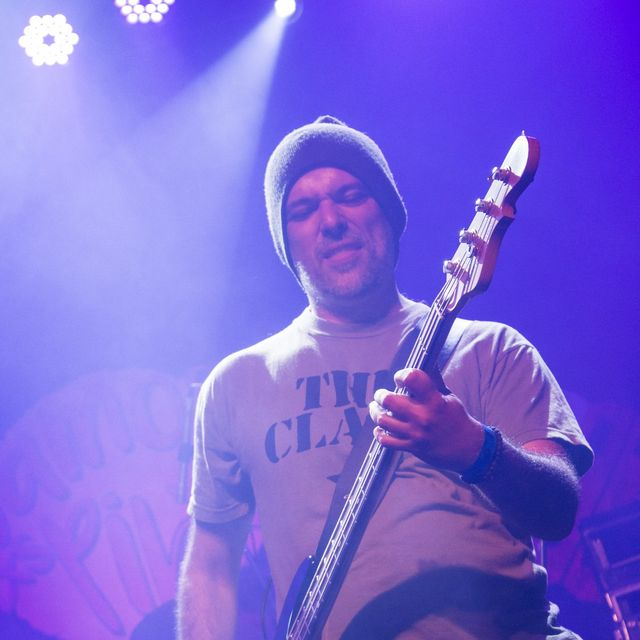
Sebastián Fernández "Sebwahwah" - Bajista
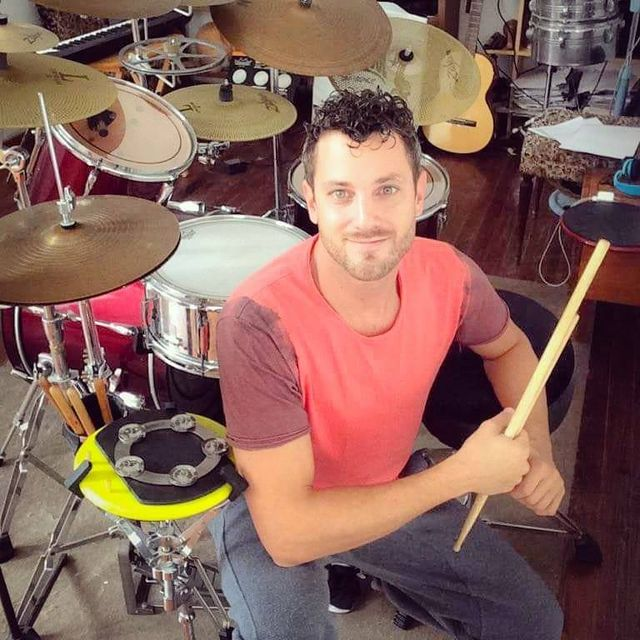
Marcelo Manzanelli "Manza" - Batería
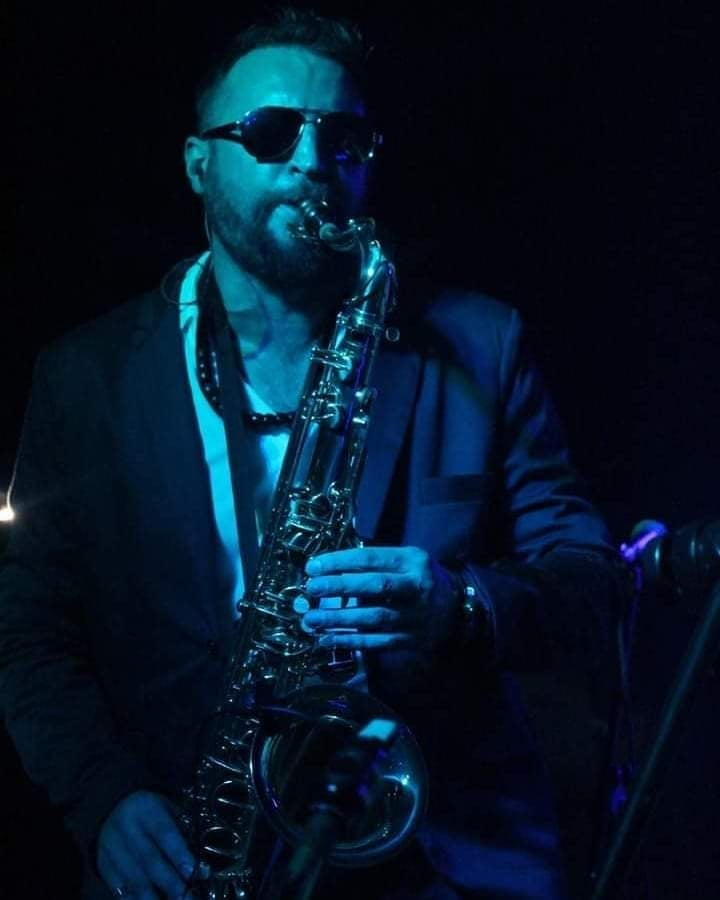
Matías Arriola - Saxofonista

## Historia

### Primeros años: 1992-1999

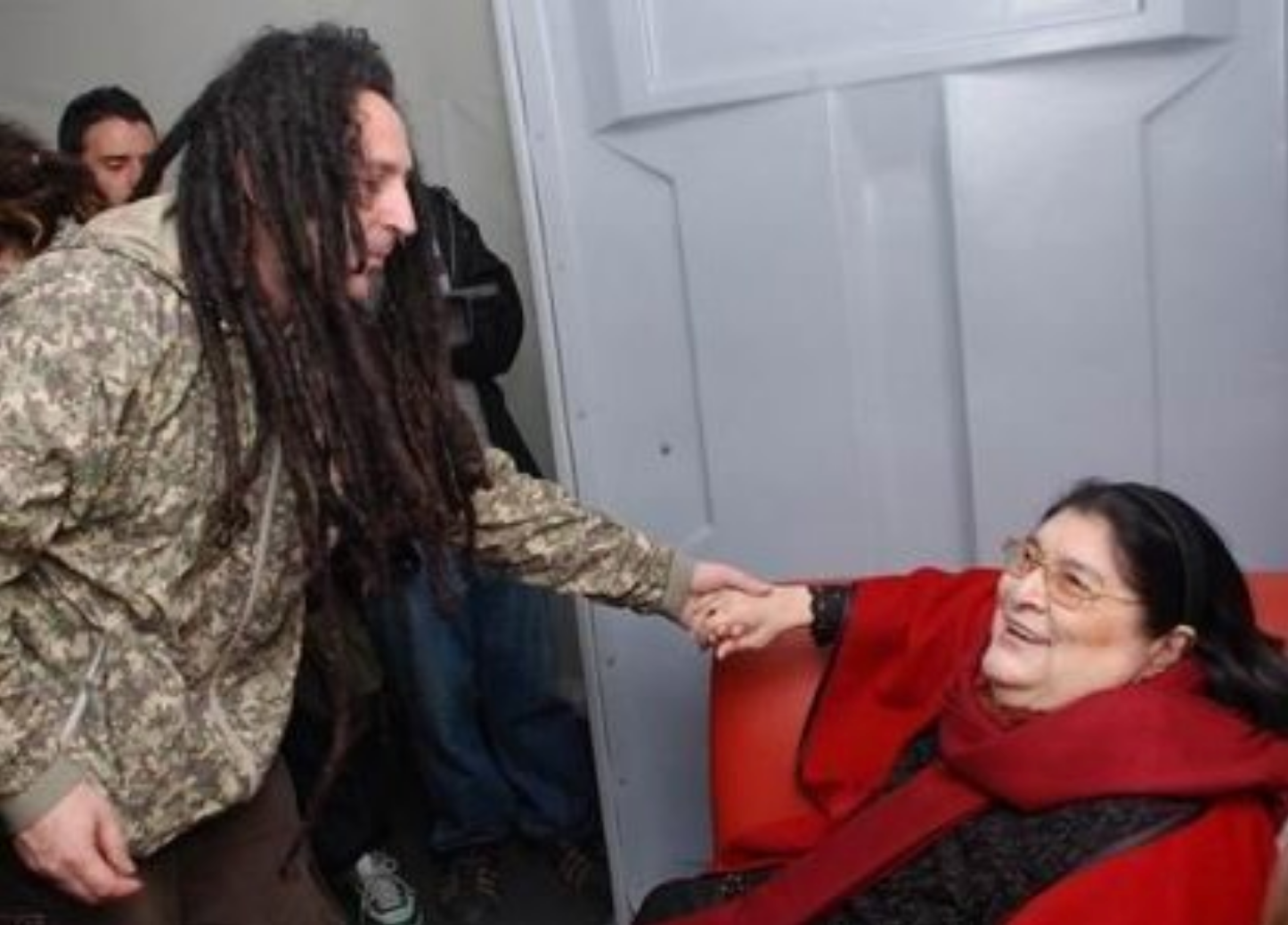
Mercedes Sosa y Goy durante el nombramiento de ambos como Embajadores Culturales de Mendoza en el año 2008.

En la primavera de 1992, Mario Yarke, Goy, Fabiana Droghei y Flavia Barrale fundaron la primera formación de Karamelo Santo y luego de un mes de ensayos debutaron exitosamente en el Pub "La Torre" de la ciudad de Mendoza, el 20 de diciembre de 1992.
Por primera vez aparecía en Mendoza un nuevo estilo llamado Rock Mestizo, hoy rebautizado como Alterlatino. Llamando poderosamente la atención de los pocos espectadores presentes.
Grabaron en forma independiente su primer trabajo discográfico La Kulebra en el estudio local Búnker Records, con un estilo de fusión de estilos muy diferentes como pasodoble, bolero, cumbia, punk rock, ska y murga. El cantante y productor David Byrne, exlíder de la afamada banda Talking Heads, felicitó personalmente al grupo por la originalidad de este álbum. El compositor argentino Gustavo Santaolalla, también declaró su admiración por la performance en vivo. No tardaron, luego de este trabajo, ganar una fuerte popularidad local nunca vista para un artista o grupo mendocino. Esto animó rápidamente a su líder, para realizar la diáspora artística hacia Buenos Aires, tan deseada siempre por los músicos del interior del país. Desde marzo de 1997 hasta el año 2010, sus integrantes vivieron juntos en el barrio porteño de La Boca, en una casa-estudio a modo de Okupas. Ese año lanzaron su segundo álbum, Perfectos Idiotas, producido por los integrantes de la banda Todos Tus Muertos. También para esa época aparece por MTV el primer video de la banda; «Vas a volver» y alcanza puesto número uno en diversas radios argentinas y latinoamericanas durante el verano del '98. Logró que permitió ubicar a la banda en grandes festivales nacionales como Cosquín Rock, Gesell Rock, Quilmes Rock y Pepsi Music.

### Estilo Rock Mestizo o Alterlatino
Karamelo Santo es una banda que ha tenido una importante influencia en la escena musical latinoamericana, especialmente en el rock y el ska.
Desde su formación en 1993, la banda se ha destacado por su estilo único y por fusionar diversos géneros musicales como el ska, el reggae, el rock y la cumbia. Su música es conocida por ser muy festiva y bailable, y a menudo incluye letras políticas y sociales.
Karamelo Santo ha participado en numerosos festivales y conciertos en todo el mundo, y ha sido aclamado por la crítica y los fanáticos por su energía y su compromiso social. La banda ha influido en la escena musical latinoamericana al demostrar que es posible fusionar diferentes géneros y estilos musicales de una manera fresca y original, y al abordar temas sociales y políticos en sus canciones.
En resumen, Karamelo Santo ha aportado al mundo del rock una nueva perspectiva musical y social, y ha inspirado a una generación de músicos latinoamericanos a explorar nuevas formas de expresión musical[cita requerida].
En los años 1990, tras la explosión anti-neoliberal y antiglobalización 2.0, la revolución indigenista en América Latina, el éxito comercial de artistas de rock como The Clash, Santana, Mano Negra, David Byrne, Paul Simmons y otros, agregando el apogeo de la escena alternativa en los Estados Unidos, el público empieza a descubrir con fuerza todo concepto musical que lleve implicado algún tipo de mestizaje. llamándolo simplemente Alterlatino, Karamelo Santo, con un impresionante crecimiento en el continente europeo y norteamericano, realiza durante 15 años giras en Europa, Estados Unidos y toda Latinoamérica, aparece como un fenómeno distinto al ejemplo del clásico rock argentino, que es más vernáculo, con sus códigos propios barriales y de cabotaje. Cuyanos, quienes habían empezado emulando a las bandas inglesas de ska, habían evolucionado hacia la fusión del rock con diversos ritmos latinoamericanos. Creando un estilo, marcaron una diferencia inconfundible, tanto es sus conciertos como obras discográficas. 
Otros grupos que han destacado en esta corriente son Ozomatli, Maldita Vecindad y los Hijos del Quinto Patio, Amparanoia, Café Tacuba, Los Fabulosos Cadillacs, Mano Negra y Macaco, entre otros.
La proliferación de internet, junto a medios de comunicación especializados en música mestiza, ha contribuido no solo al flujo inmediato de las sonoridades musicales de distintas partes del mundo que inciden en la música alterlatina, sino que también le ha funcionado de herramienta de difusión a los artistas alterlatinos para trabajar de forma independiente y tener más presencia en el conocimiento mundial de su música. Los nuevos mercados digitales hacen ejemplo de esto. Karamelo Santo es una de las bandas más reproducidas en el formato streaming a nivel mundial[cita requerida], con un público internacional y criollo, sin diferencias.

### Origen del nombre Karamelo Santo
La formación musical toma inspiración del nombre "Caramelo Santo" de la famosa canción Mambo del año 1951, compuesta y escrita por Margarita Rivero, que nació para conformar el primer disco que interpretaron juntos Ismael Rivera, "El Brujo de Borinquen", acompañado por Rafael Cortijo y El Gran Combo De Puerto Rico. Así se propone Karamelo Santo cambiando la "C" por "K", por su impronta anarco - dadaísta. La "K" es la primera letra del alfabeto Punk.

### Nombramiento oficial embajador cultural de la provincia de Mendoza
El 10 de marzo de 2008, Goy fue nombrado embajador cultural de la Mendoza junto a la cantadora Mercedes Sosa, por decreto del gobernador de ese entonces, Celso Jaque. Esa misma noche tocaron para 35.000 personas en su propia provincia en el Anfiteatro Frank Romero Day; logrando ser así, la banda cuyana con mayor convocatoria en la historia del rock local. La cantadora tucumana apoyó la designación declarando muy justo el nombramiento.

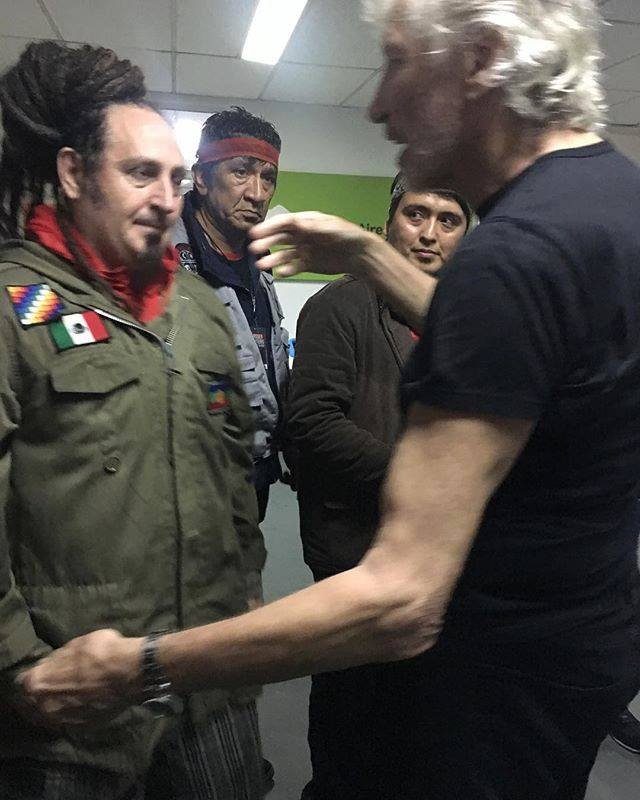
Roger Waters felicita a Goy de Karamelo Santo por su trabajo, producción y visibilización del sonido y música de los pueblos originarios de América, noviembre de 2018.

### Años 2000 y giras internacionales

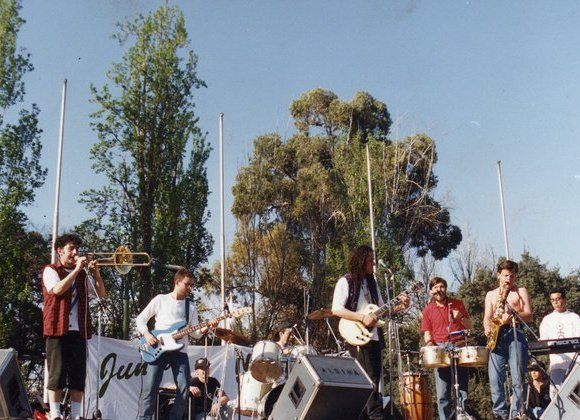
Karamelo Santo en su primera presentación pública en 1993.

Realizaron giras por Argentina, Chile, Colombia y Uruguay; luego por hicieron presentaciones en Estados Unidos y México, siendo banda cabecera y preferida de Manu Chao, para acompañarlo en sus giras por el sur de América. En 2002 lanzaron su tercer álbum, Los Guachos, donde participan y produce también Manu Chao, Tonino Carotone, Gambeat, Fernando Barrientos y Chico Ocaña, de Mártires del Compás. Ese año se presentaron en Europa, adquiriendo fama en este continente por su impronta latina y combativa. Dicho disco fue registrado absolutamente en su casa tomada, editado en casi todo el mundo, fue la catapulta para llegar a los grandes festivales europeos.
La revista Rolling Stone los nombra dentro de los 100 principales discos de la primera década del siglo.
En el año 2003 realizaron la gira Europea más extensa para el rock latinoamericano, con 120 presentaciones por todo el continente durante tres meses y medio. A partir de este año repitieron consecutivamente las giras por Europa logrando tocar en los principales festivales de rock del mundo como: Roskilde (Dinamarca), Montreaux (Suiza), Paléo (Suiza), Hurricane (Alemania), Southside Festival (Alemania), Greenfield (Suiza), Gurten festival (Suiza), Rock For People (República Checa), Mistic Sounds (República Checa), Prestenize (República Checa), Fusion Fest (Alemania), Viña Rock (España), Río Loco (Francia), Balaton (Hungría), Pole Pole (Suiza) y Hodovskas (Eslovaquia).
En 2004 lanzaron Haciendo Bulla, con producción artística de Alfredo Toth, disco que fue editado en Europa, México y Estados Unidos, con destacado éxito. Sobresalen los hits, «Tú pa' mi», «Los Cangrejos» y «Vivo en una isla».
En 2006 publicaron La Gente Arriba, entre cuyos temas se destacan la canción que le da el título al álbum y otras como «Mi Plantita Chiquita», «Hay un Diablo», «A tu casa no voy» y «Pon La Gente Arriba».
En 2007 lanzaron Antena Pachamama, con la participación de Fermín Muguruza, Les Babacools, Irie Révoltés, Orozco - Barrientos, además de la característica especial de que fue grabado en el micro de tour por Europa. La crítica lo ha galardonado como el mejor de la carrera de Karamelo Santo. La canción "Guerrillero" es utilizada como cortina musical de la radio Colombiana oficial del FARC.
Karamelo Santo es considerada una banda argentina cabecera a la hora de trasmitir el mensaje de la riqueza cultural y popular de América Latina. Sus constantes encuentros con artistas de la música popular y folclórica como Bruno Arias, Antonio Tormo, Mercedes Sosa, Pablo Lescano, León Gieco, Los Trovadores de Cuyo, Markama, Verónica Condomí, Manu Chao, Fermín Muguruza o Los Jaivas le han valido el reconocimiento del ambiente musical mundial.
Como consecuencia de los sucesivas crisis sociales y económicas en Argentina, le han valido el reconocimiento popular al constante apoyo a organizaciones de DDHH como Barrios de Pie, Hijos de Desaparecidos, Fundación COOR, Cooperanza, Conciencia Solidaria, Corriente del Pueblo (Jujuy), etc.
Durante 2009, se ocuparon de presentar en todo el mundo su primer DVD en directo, grabado en El Teatro de La Plata y realizaron su novena gira consecutiva por Europa, con un total de 24 shows durante los meses de junio y julio. Este disco fue el único en la carrera de la banda que logró la nominación de disco de oro.
Durante los festejos del bicentenario de la Revolución de Mayo, tuvieron un papel destacado al homenajear a todos los pueblos originarios de América, durante el mes de mayo de 2010. Realizaron entre los meses de julio y agosto su décimo tour por el Viejo Continente con un total de treinta shows.

### Alejamiento momentáneo de Goy
A fines de septiembre del 2010, Goy Karamelo (ideólogo, voz y guitarra), anuncia una ausencia momentánea de la banda por motivos personales y diferencias con su sello discográfico,  encarando una carrera paralela como solista y productor.
Goy Karamelo lanzó exitosamente en mayo del 2012, su primer disco solista y armó un combo que lo acompaña bautizado Kangrejoz, en honor a unas de las canciones más populares de Karamelo Santo. Actualmente es uno de los productores artísticos más requeridos en Latinoamérica, habiendo producido discos de bandas de México, Chile, Bolivia, Colombia y Uruguay.
En el año 2014 Goy grabó un paradigmático disco homenaje al folclore cuyano, donde participaron artistas y leyendas del estilo como: Pocho Sosa, Cacace-Alliaga, Marcelino Azaguate, Los Chimeno, Barrientos, Antonio Tormo y Alquimia Cuyana
En 2016 la formación restante decide separarse, de ese modo Goy reconstituye y retoma su trabajo con Karamelo Santo junto a Marcelo Amuchastegui y Mario Yarke (miembros fundadores).

### Calle "Karamelo Santo"

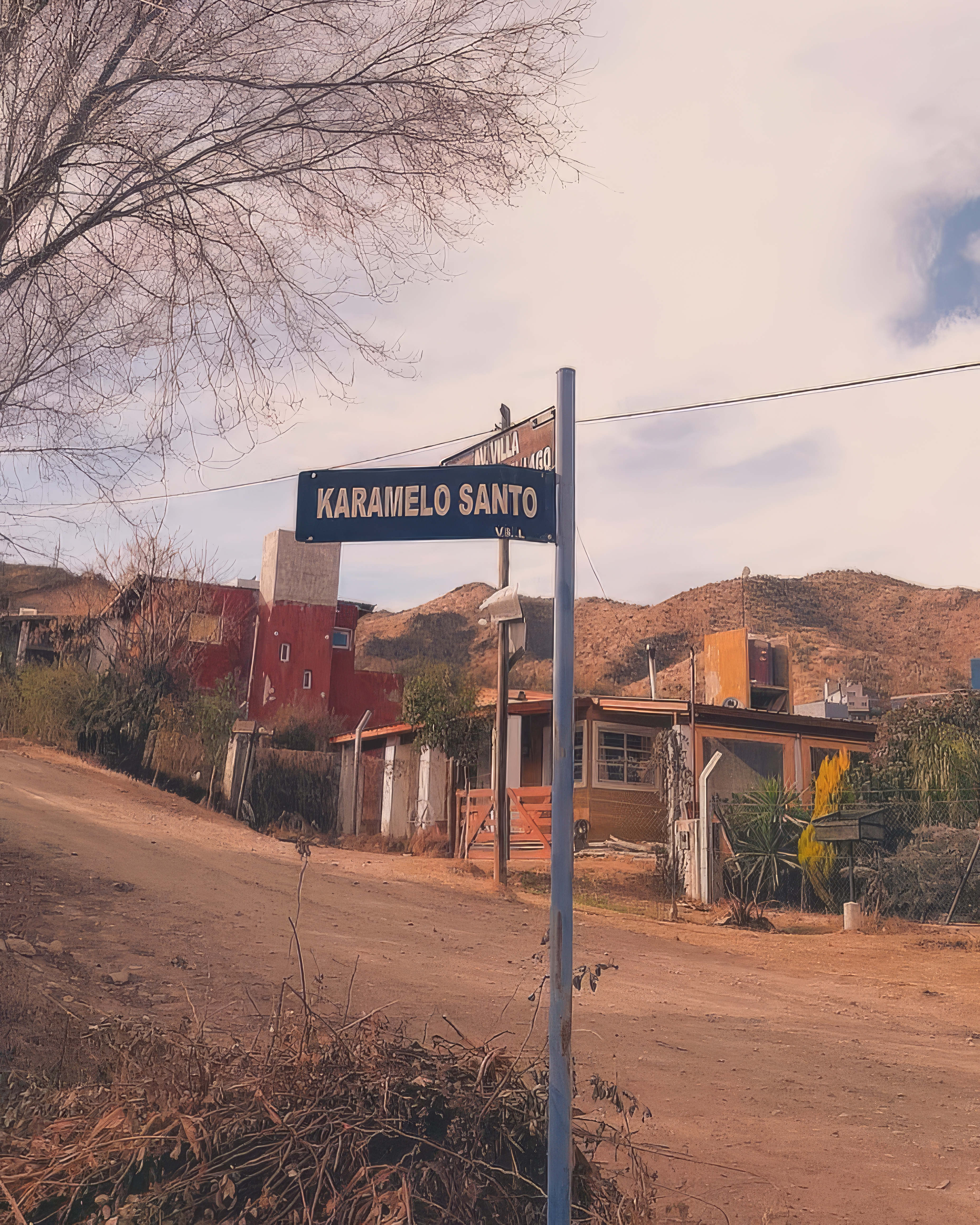
Foto de la calle Karamelo Santo en la provincia de Córdoba, Argentina.

En la comunidad del Lago San Roque existe una calle nombrada "Karamelo Santo" en homenaje a las primeras bandas que fundaron y se presentaron en el Festival Cosquin Rock.
Si bien años después se cambiaron algunos nombres de calles, el vecindario decidió dejar permanente el nombre de la banda mendocina.

### Casa Popular Okupa en La Boca
A fines de marzo del 1997, Goy Karamelo junto a la banda ocupan una casona antigua de la época de la epidemia de Fiebre Amarilla en Buenos Aires en 1889. Durante ese periodo se recibieron a artistas de todo el mundo, que llegaban a la vivienda para pernoctar ocasionalmente y devolver favores con alguna actuación o clínica. De ese modo malabaristas, actores, titiriteros, músicos, artistas plásticos y poetas eran recibidos de todos los idiomas y culturas. Funcionando como centro cultural en el pleno barrio porteño, pudieron los vecinos ver entrar y salir grandes artistas mundiales y nacionales como Pocho Sosa, Manu Chao, Santiago Feliú, Antonio Tormo, Capuzzoto, Toninho Carotone, Fermín Muguruza, Peteco Carabajal, Pablo Lezcano, Joan Manuel Serrat, Iggy Pop, Andrea Prodan, G.I.T., Mad Caddies, Irie Revoultes, Verónica Condomí entre otros, que pasaban a saludar o por algún propósito artístico.
Desde la llegada de la banda, la puerta de la casa se mantuvo abierta (Sin Llave) durante una década. En el año 2018 Goy cerró definitivamente la casa estudio llamada Kangrejoz Records que durante 22 años fue epicentro de fiestas, grabaciones, producciones discográficas y cinematográficas, reuniones, recitales, ayuda económica a vecinos de La Boca, que siempre apreciaron y respetaron el lugar, como templo de la amistad y la buena convivencia.

### Nuevos tiempos

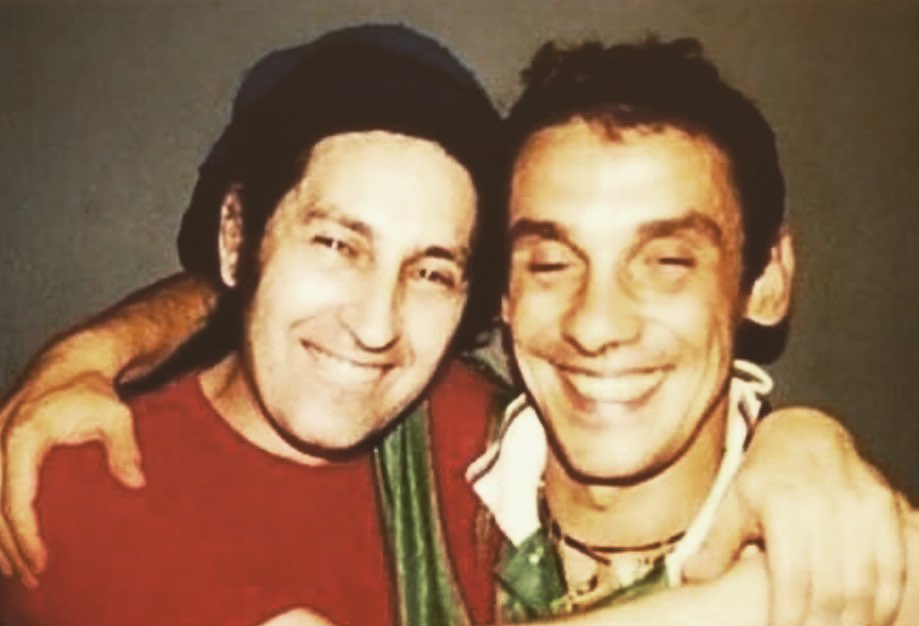
Goy y Manu Chao en Buenos Aires en La Boca en el año 2000 durante su producción artística de Los Guachos, tercer disco de Karamelo Santo.

Goy comunicó en marzo del año 2016, la decisión de lanzar un nuevo disco de Karamelo Santo llamado "El Gran Poder" para el año 2017, con integrantes fundadores de la banda y composiciones propias, presentándose en el exterior del país como Karamelo Santo, con una nueva formación con integrantes originales como Mario Yarke y Marcelo Amuchastegui.
En octubre de 2016, reaparece refundada exitosamente la agrupación en una gira por todo México, visitando ciudades como Toluca, Puebla, Tlaxcala, Texcoco, Cuernavaca, Cuautitlán Izcalli, Guadalajara y la mismísima Ciudad de México.
Confirmando su paciente y larga labor musical a casi cumplir 25 años de trayectoria, recibe el premio anual "AF Music" de Oro en el mes de diciembre del año 2016
En marzo del año 2017 el sello Kangrejoz Records lanza un compilado de versiones y Lados B a la espera del duodécimo disco, incluyendo interpretaciones junto a Kapanga, Manu Chao y Damas Gratis entre otros.
En diciembre de 2018, luego de una exitosa gira por toda Argentina y México, lanza su disco número trece, en dos partes "El Gran Poder", conteniendo nuevas versiones de canciones clásicas y nueve canciones inéditas.
A principios del año 2021 Karamelo Anunció lanza "El Gran Poder" Volumen 2 con 17 canciones grabadas desde casa, con el formato característico que utilizaron los músicos durante la Pandemia de Covid-19 durante el año 2020. Este contiene 3 composiciones originales y 14 clásicos refritos con participaciones de grandes artistas como Los Calzones, Palo Pandolfo, La Contreras, La Perra Que Los Parió, Lito Vitale, La Tremenda Corte, Staya Staya, Iluminate, entre otros
En el verano del año 2022 sale a la calle su disco número veinte, coincidiendo con sus treinta años, "Venceremos" compone 12 canciones con invitados como: Arbolito, La Yugular reggae, Noelia Pucci, Razaman, Murga La Buena Moza, entre otros.

### Kangrejoz Records
Kangrejoz Records es un sello discográfico independiente, que Goy inauguró en el primer lanzamiento de Karamelo Santo con su disco "La Kulebra" en el año 1993, conocido por su enfoque en la producción de música alternativa y underground. Se ha destacado por apoyar a artistas emergentes, ofreciendo un espacio para que exploren su creatividad sin las limitaciones típicas de las grandes discográficas. Además, el sello suele organizar eventos y conciertos, promoviendo una comunidad musical activa y diversa. Su catálogo abarca una variedad de géneros, lo que refleja su compromiso con la innovación y la experimentación en la música.

## Información adicional
- En noviembre del año 1997 MTV estrena el primer video de "Perfectos Idiotas", "Vas A Volver", alcanzando el 25 de noviembre de 1997 el puesto número #1 de los "10 Principales", logrando posicionarse con su primer hit en el panorama musical americano.
- En noviembre de 2018 Roger Waters felicitó personalmente a la banda por haber apoyado, visibilizado y producido infinidad de bandas provenientes de culturas originarias o Pueblos Originarios de América, ha trabajado con bandas como Puel Kona, Mapuche, La Yugular Reggae, Quichua, Makurka, Aimará, Azaguate, Huarpe entre otros, junto a su ambicioso apoyo a bandas de todo el interior del país. Con más de 250 producciones independiente de su sello Kangrejoz Records
- En febrero del año 2017 por medio de las redes sociales, Karamelo Santo informa que ha decidido retirar cuatro canciones de su discografía en todo los streamings de música, por contener líricas que va en contra de la dignidad de la mujer, apoyando el cambio paradigmático que tiene la humanidad en estos tiempos.
- Karamelo Santo se convierte en el año 2003 el primer grupo latinoamericano en tocar en los escenarios del festival Roskilde en Dinamarca, el principal encuentro roquero en el mundo.[5]
- El diario "El Sol" durante el año 2015 realizó una encuesta callejera sobre las cinco canciones más emblemáticas de la historia artística musical de Mendoza, cuyo resultado incluyó "La Kulebra Del Amor" dentro de las composiciones relevantes.
- Goy Karamelo y Karamelo Santo fueron declarados simultáneamente  junto a Mercedes Sosa embajadores culturales de la provincia de Mendoza en 2008.
- La Canción "Fruta amarga" es una adaptación de la estadounidense "Bitter Fruit", del cantante y compositor Rubén Blades.
- La canción Que no digan nunca ha sido elegida para la banda sonora de la película Caño Dorado dirigida por Eduardo Alfredo Pinto y también Mariposas en la Oscuridad, filme español.
- Era tradición que en los recitales (durante la canción "La Kulebra del Amor") Goy eligiera a unas cuantas chicas del público. Acto siguiente, las muchachas bailaban un vals con los integrantes de la banda.
- La canción Guerrillero fue censurada por el Comité Federal de Radiodifusión de Colombia debido a la referencia que se hacía de los grupos armados insurgentes.
- La canción "Soy Cuyano" fue elegida para la propaganda del Diario Los Andes como himno roquero de la zona de Cuyo de la República Argentina.
- Antonio Tormo, famoso cantante mendocino, grabó a la edad de 93 años una versión del Rancho de La Cambicha en el año 2001 junto a Karamelo Santo.
- El famoso grupo que creó Hilario Cuadros, Los Trovadores de Cuyo, a modo de integración del rock con el folklore mendocino; grabaron una versión en vals de "La Kulebra Del Amor", una de las primeras canciones compuestas por Goy.
- Una calle en la Comuna del Lago San Roque, Provincia de Córdoba lleva el nombre Karamelo Santo, en homenaje a las primeras bandas que transformaron el Cosquín Rock en el festival más importante del interior de Argentina. Allí Puede encontrarse la esquina Karamelo Santo y Babasónicos.
- Durante 25 años la casona ubicada en el barrio porteño de La Boca fue sinónimo de posada para viajeros y ocasionalmente algún allegado necesitado. Su puerta permaneció abierta durante el periodo en que convivió Goy junto a malabaristas, actores, libertarios y otros tipos de personalidades que hicieron rico culturalmente el espacio. Se realizaban espectáculos como cenas shows y fiestas para colaborar con alguna acción directa social. También como casa productora y estudio de grabación.
- En marzo del año 2021 se lanza el vino Reserva Malbec cosecha 2021 llamado "Karamelo Santo" en homenaje a la banda mendocina. La Bodega de Pedriel, Lujan de Cuyo: Viejo Isaías es la encargada de elaborarlo y distribuirlo al mercado. En su vestido, etiqueta anterior puede escanearse el código QR para poder escuchar los más grandes éxitos de la banda.

## Discografía oficial
| Álbum                               | Productor                         | Año  | Discográfica               |
| ----------------------------------- | --------------------------------- | ---- | -------------------------- |
| Baila Gordi (Simple vinilo)         | Goy Karamelo                      | 1993 | Búnker Records             |
| La Kulebra                          | Goy Karamelo                      | 1995 | Búnker Records             |
| Perfectos Idiotas                   | Martin Aloé                       | 1997 | DBN                        |
| Los Guachos                         | Richard Troilo/Manu Chao          | 2002 | DBN                        |
| Roskilde Fest                       | Karamelo santo                    | 2003 | BPR                        |
| Haciendo Bulla                      | Alfredo Toth                      | 2004 | BPR                        |
| La Chamarrita                       | Goy Karamelo                      | 2005 | BPR                        |
| 93-05                               | K Industrias                      | 2005 | K Industrias               |
| La Gente Arriba                     | Karamelo Santo / Charlie Desidney | 2006 | Pop Art Discos             |
| Antena Pachamama                    | Goy Karamelo                      | 2007 | Pop Art Discos             |
| El Baile Oficial                    | Karamelo Santo                    | 2009 | Pop Art Discos             |
| Remedio De Mi Corazón               | Goy Karamelo                      | 2012 | Kangrejoz Records          |
| Karamelo Santo                      | Alfredo Toth, Pablo Guyot         | 2013 | Benditas Producciones S.A. |
| Soy Cuyano                          | Goy Karamelo                      | 2014 | Ultrapop                   |
| Severa Bullaranga!                  | Goy Karamelo                      | 2017 | Kangrejoz Records          |
| Mega Acústico                       | Goy Karamelo                      | 2017 | Kangrejoz Records          |
| El Gran Poder Vol. 1                | Goy Karamelo                      | 2018 | Plaza Independencia Música |
| El Gran Poder Vol. 1 (Instrumental) | Goy Karamelo                      | 2018 | Kangrejoz Records          |
| El Gran Poder Vol. 2                | Goy Karamelo                      | 2021 | Kangrejoz Records          |
| El Gran Poder Vol. 2 (Instrumental) | Goy Karamelo                      | 2021 | Kangrejoz Records          |
| No Nos Cuenten Cromañon             | Goy Karamelo                      | 2021 | Kangrejoz Records          |
| Venceremos                          | Goy Karamelo                      | 2022 | Kangrejoz Records          |
| 30 Milenios                         | Goy Karamelo                      | 2023 | Kangrejoz Records          |

### La Kulebra (1995)
Primer disco producido por Goy Karamelo. Es en este álbum donde comienza el proyecto de mezclar sonidos sin ningún prejuicio y llamando la atención al público argentino acostumbrado a plasmar ritmos tradicionales dentro del rock, la combinación se transformó en arriesgada y provocativa para la época. Grabado en Búnker Records en Mendoza, Masterizado por Mario Breuer. Marca un hito en la producción de rock independiente provincia, al ser el primer álbum en formato CD que sale en el interior del país. Mostraba un sticker diciendo "Producción independiente mendocina"; Incluye las canciones más clásicas de la banda compuestas por Ogalde, como «El Baile Oficial» o «Patalarrastra». Músicos como Gustavo Santaolalla, David Byrne o Manu Chao, lograron sorprenderse por la avanzada mestiza que poseía este trabajo.

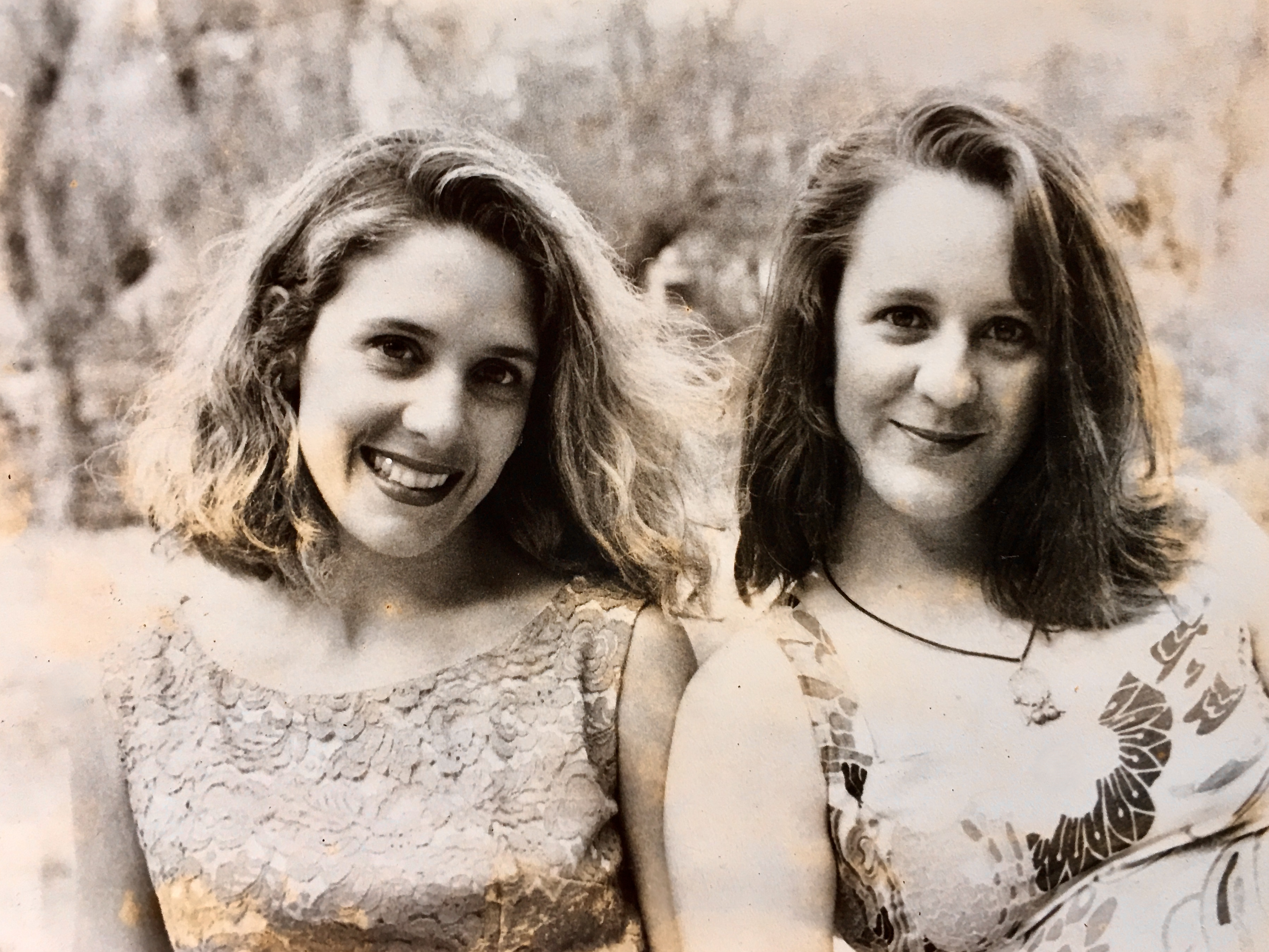
Fabiana Droghei y Flavia Barrale, integrantes fundadoras de Karamelo Santo, año 1993.

### Perfectos Idiotas (1997)
Su segundo trabajo discográfico de estudio, se tituló Perfectos Idiotas. Primero en su diáspora artística de la provincia a Capital Federal. Grabado en Los estudios Panda en mayo, producido por Martín Aloé, fue grabado y mezclado por Richard Troilo. Con canciones como «Vas a volver» o «La Kulebra», logran ubicarse en los top ten de las radios argentinas y lograr una difusión en la señal MTV y otros canales. Con este disco la banda logra posicionarse a nivel nacional, comenzando a girar por toda Argentina y Chile.

### Los Guachos (2000)
El disco Los Guachos (modismo despectivo usado para reverenciar a niños huérfanos); es el siguiente álbum de la banda. En las letras de sus canciones, Goy vuelca toda su pasión para comunicar ideas radicales cercanas a su creciente convicción del ser latino. Un disco en el que se define lo que sería el mestizaje con lo latino y el rock de ahí en más. Este trabajo logra incorporar a la banda al mercado mundial, comenzando las grandes giras mundiales durante incluso tres meses de recorrido. Logran presentar este trabajo en el festival Roskilde en Dinamarca con resonado éxito. Producido por Manu Chao, Ogalde & Richard Troilo. Participan en él: Tonino Carotone, Gambit, Manu Chao, Facón, Verónica Condomí, Orozco - Barrientos, Luis Alfa, de Resistencia Suburbana, entre otros.
Este disco fue nombrado dentro de los 99 esenciales de la primera década del milenio, según la Revista Rolling Stone.
Durante la gira de Los Guachos, durante el año 2002, realizan dos conciertos en el festival Roskilde de Dinamarca. El concierto fue grabado y más tarde se editó en homenaje a la primera banda latinoamericana en lograr tocar allí en un escenario principal. Los temas que se incluyen en este CD, forman parte del recital que dio Karamelo Santo el 27 de junio de 2003 en el escenario Ballroom

### Vivo Roskilde, Dinamarca (2003)
Karamelo Santo se consagra la primera banda latinoamericana y argentina en presentarse en el festival más importante del mundo: Roskilde, Dinamarca en su escenario principal, Orange. La grabación realizada directa de la mezcladora en vivo, mantuvo la fuerza característica del grupo y expresa la sorpresa del público, que ovaciona interminablemente a Karamelo Santo, e instala el nombre definitivamente en Europa, que no dejará de girar allí por décadas.

### Haciendo Bulla (2004)
Fue un disco que impulso el mensaje latino de la banda en el mundo. Fue con mucho, la expresión más clara de la música y creencias de su cantante, incluyendo el tema «Vivo en una Isla»; cuyo letra se utilizó en diferentes lugares y ambientes, además se puede disfrutar de todo el contenido armónico que contiene este disco que sumado a la producción de Alfredo Toth, potenciando las composiciones ya clásicas como «Fruta amarga», «Los Cangrejos» y «El Garrón».

### La Chamarrita (2005)
En Homenaje a los primeros diez años de La Kulebra, se lanza este álbum con segmentos en vivo de una gran presentación en su provincia de origen y la última canción que grabó Antonio Tormo, en vida junto a Goy.

### La Gente Arriba (2006)
Disco bisagra donde se empiezan a incluir temáticas culturales originarias producido por Goy Karamelo & Charlie Desidney. Grabado íntegramente en El Cangrejo Records.

### Antena Pachamama (2007)
Último disco de estudio producido por Goy Karamelo. Lo mezcló Álvaro Villagra y es tal vez el disco que más repercusión tuvo en giras mundiales. Incluye canciones como «Luna Loca», «La Piedra En El Agua» y «Han Matado A Un Niño», entre otras. El concepto básico artístico se apoyaba en la mirada esperanzadora a las culturas de los pueblos originarios.
Karamelo Santo comienza a utilizar Wipalas, (banderas de pueblos originarios del noroeste) en el escenario, concientizando al público en una mirada pluricultural moderna al concepto actual de pensamiento del rock. Proponiendo una apertura a nuevos ritmos e ideales culturales ancestrales.

### El Baile Oficial (2008)
Grabación del último concierto de Goy & Karamelo Santo, el 10 de diciembre de 2008 en La Plata, Buenos Aires. Este concierto fue grabado mientras la banda presentaban su disco Antena Pachamama. Este álbum salió a la venta el 23 de marzo de 2009 y fue producido y mezclado por su cantante.

### Megaacústico (2011)
Grabación de la presentación acústica de la famosa radio argentina, La Mega, durante noviembre del año 2009, con invitados como Emanero e Iluminate. Con inolvidables interpretaciones en clave de tambores y voces.

### Remedio de mi Corazón (2012)
Disco compuesto por Goy durante su última gira europea, que se lanzó con el nombre de Kangrejoz, ya que por la disputa legal no podía llamarse con el nombre de la banda, muestra su acercamiento integral a los pueblos originarios con canciones en idioma Milkawak, Huarpe, Mapuzungum y Aimará. Se invitó a participar artistas de las distintas confederaciones indigenistas como Puel Kona, Marcelino Azafate y Noe Pucci, se destacaron las canciones "La Trampa", "Remedio De Mi Corazón" y "Mapu" compuesto por la Confederación Mapuche de Neuquén (COM).

### Soy Cuyano (2014)
Homenaje al folclore cuyano, con hermosas interpretaciones junto a los principales héroes de la música cuyana.
Artistas como: Marcelino Azaguate, El Cuento Del Tío, Alquimia Cuyana, Antonio Tormo, Pocho Sosa, Marcelo Sánchez, Lucas Guzmán, Asencio, Fredy Vidal, 
Raúl Reynoso, Fernando Barrientos, Noe Pucci, Kangrejoz, entre otros.  Inicialmente Goy lanzó este disco como solista, pero luego lo incluyó como repertorio sólido de Karamelo Santo, ya que la idea original surgió en el periodo donde él lideraba la banda.

### Severa Bullaranga (2017)
Disco compilado que reúne versiones demos, Lados B y versiones con participaciones. Disco curado por Goy, erige los tiempos intermedios donde el produce algunas canciones y participan amigos y productores, Se destaca "Recuerdo Tu Futuro Hoy" en clave de reggae y cantado junto a Kapanga

### El Gran Poder (2019)
Disco que festeja los 25 años de carrera, este jubileo incluye dos volúmenes donde se presentan 10 canciones nuevas y 30 reversiones. Producido por Goy Karamelo.  El año 2019 comienza colocando a la banda cuyano nuevamente en las radios y emisoras de TV, aparte mostrando un poderoso perfil en todos los mercados digitales o streamings a nivel mundial.

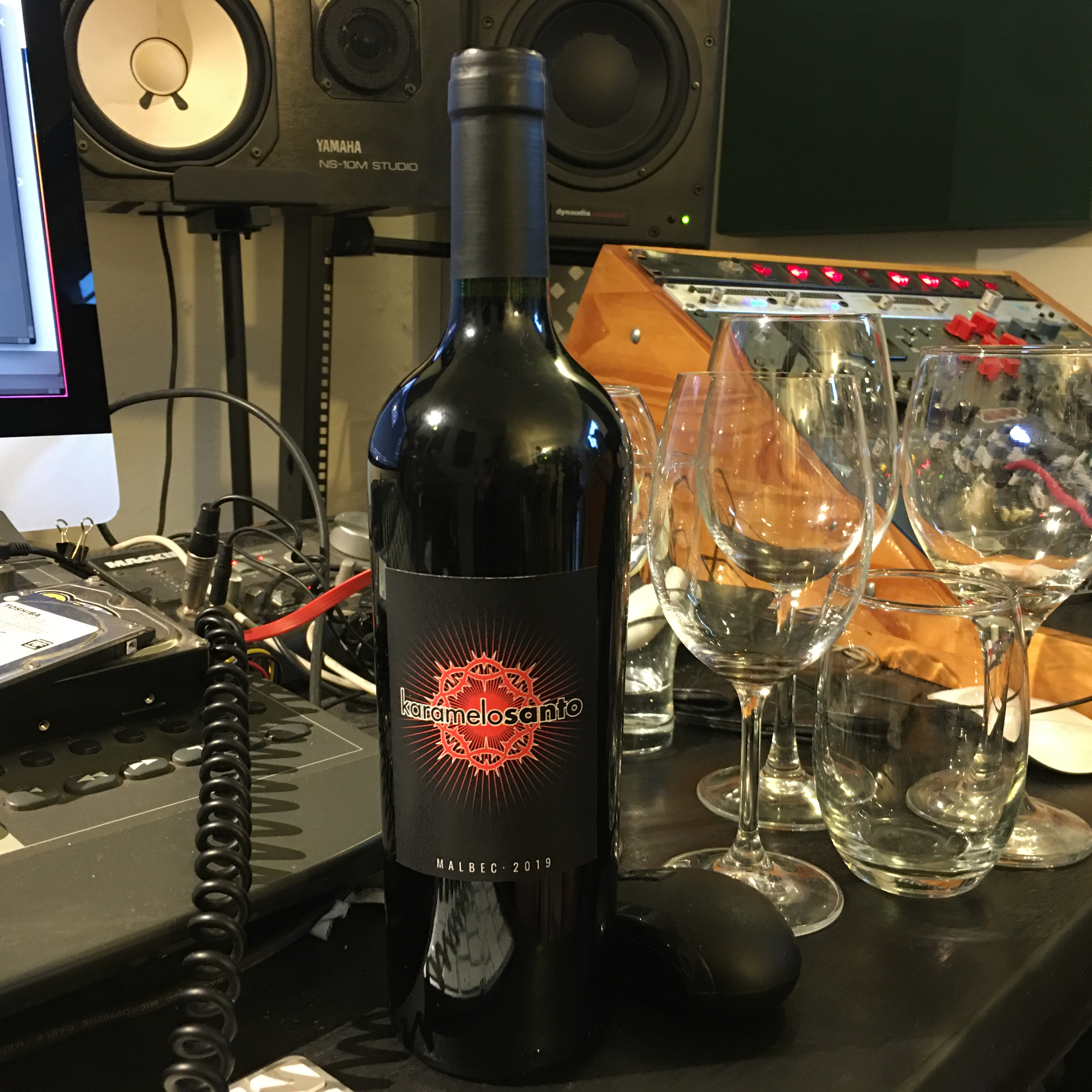
Vino Homenaje Reserva Malbec 2019 Karamelo Santo

### El Gran Poder Vol.2 (2021)
Durante el año 2020 caracterizado por la Pandemia de Covid, el encierro forzoso de la actividad artística en Argentina y el mundo, hace que la banda fuerce un trabajo desde casa. 
Desde este crítico humor, la banda produce 14 videos y canciones que consiguen un gran éxito en el verano del 2021, posicionando a Karamelo Santo como una de las bandas más internacionales desde el rock argentino en los chats de Streaming mundiales.
Con Artistas como: Lito Vitale, Palo Pandolfo, La Yugular reggae, Los Calzones, Marcelo Mastroiani, Kalefa, La Perra Que Los Parió, La Contreras, entre otros obtienen un rico sabor de música, 
colorido y mestizo, como anteriormente venía realizando en sus trabajos discográficos. Se suman dos canciones inéditas: Buen Día y La Tormenta, Inmediatamente incluidos en las principales Playlists de Spotify del género.

### No Nos Cuenten Cromañón (2021)
Con el objetivo de homenajear a las víctimas de Tragedia de Cromañon a los 16 aniversario del suceso, la banda realiza un streaming y grabación en vivo. Disponible solo en mercados digitales, abandonando la opción de un sostén físico del audio.
Interpreta seis canciones que fueron mezcladas y masterizadas en el estudio Kangrejoz Records

### Venceremos (2022)
Disco con composiciones originales y versiones resignificadas, colaboran El Pepo, La Yugular reggae, Arbolito, Carlie Desidney, Lanzamientos de canciones individuales, como lo demanda la época de Streaming o tiendas digitales, recién en mayo del 2022 se podrá disfrutar entero en un solo álbum.

### 30 Milenios (2024)
Disco en vivo, celebración por los 30 años. Ocurrida en diciembre de 2023, en el Parque San Vicente de Godoy Cruz, Mendoza, Argentina. Con un número increíble de público este disco refleja la permanencia y reinvención del trabajo de la banda en el presente. Con miembros fundadores como invitados el álbum es un reflejo del show en vivo actualmente. Grabado, mesclado y masterizado por kangrejoz Records durante la primavera de 2023.

### Estilo musical e influencias
El estilo musical de Karamelo Santo, ha cambiado mucho a lo largo de los años. Su álbum debut está fuertemente influenciado por el ska británico: una mezcla de sonidos y estilos de bandas como The Specials, Bad Manners y Madness. En los primeros álbumes su estilo era básicamente ska, con influencias de The Clash, Laurel Aitken, The Pogues, Operation Ivy y comenzaba a estar influida por el movimiento de rock mestizo latinoamericano de la época Los Guajolotes, Siniestro Total, Mano Negra o Talking Heads. En la tradición del rock mestizo, Karamelo Santo compuso canciones rápidas con tempos irregulares y diversas combinado distorsión, diversión con letras inspiradas en la estampa social y el realismo mágico; aunque no bajaron la intensidad de su sonido. Esta fusión de punk y diversos folclores tercermundistas continuó hasta finales del año 2004. En el año 2005 fusionaron su sonido con la nueva propuesta de la época, experimentando con el hip hop, el reggae y el raggamuffin. En este período incluyó el uso de gran diversidad de instrumentos como sintetizadores, secuenciadores y percusión electrónica. Con la llegada de 2020 y con su sonido aún intacto, la banda transformó nuevamente su estilo para acoplarse al movimiento del rock mestizo alternativo del momento.
En el nuevo milenio han regresado a sus raíces de ska punk, aunque con incursiones en la cumbia y ritmos andinos.

### Premios Gardel CAPIF 2023
Karamelo santo fue nominado junto a Los Pericos y Bahiano al mejor álbum Ska y Reggae en los Premios Gardel del año 2023.

## Giras Importantes
- Tour Chile 1995 4 shows
- Tour USA 2001 15 shows
- Tour Colombia 2005 3 Shows
- Tour europeo de 2002 46 Shows

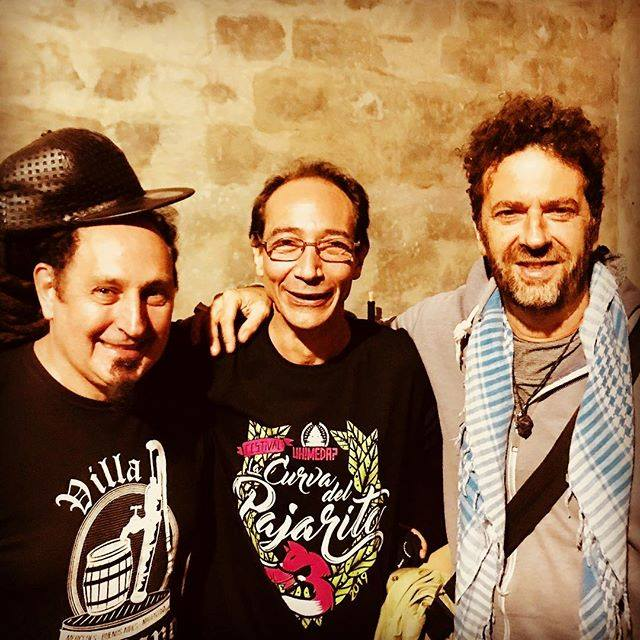
Palo Pandolfo, El Cabra de Las Manos De Filippi y Goy durante su presentación juntos en Neuquén, diciembre 2017

14.06.2002. Alemania - Konstanz Kulturladen
5.06.2002. Regensburg Jahninselfest
16.06.2002 Berlín 
17.06.2002 Chemnitz Subway To Peter
18.06.2002 Neubrandenburg AJZ
19.06.2002 Zeitz Cafe Muggefug
20.06.2002 Jena Campus Fest 
21.06.2002 Jemscheid Open RS
22.06.2002 Toulouse 
23.06.2002 Francia 
24.06.2002 Toulouse Festival GARONNE
25.06.2002 The Scene
28.06.2002 Alemania Lärz-Flughafen Fusion Festival
29.06.2002 Wernigerode KuBa
30.06.2002 Berlin Radio - Ken FM
01.07.2002 
02.07.2002 Düsseldorf Coffy
03.07.2002 Köln Mütze
04.07.2002 Nürnberg Kunstverein
05.07.2002 Austria St. Pölten Hauptstadtfest
06.07.2002 Alemania München Kafe Kult
07.07.2002 Austria Wörgl Kulturzelt
08.07.2002 Alemania Passau ZAK
09.07.2002 Bad Salzungen Pressenwerk
10.07.2002 Freiberg Füllort
11.07.2002 Illmenau BD Club
12.07.2002 Forst Forst Attackz - Kulturschock Festival
13.07.2002 Hagen KUZ Pelmke
14.07.2002 Stuttgart Universum
15.07.2002 Tuttlingen Zeltfestival
16.07.2002 Marburg Cafe Trauma
17.07.2002 Hildesheim VEB - Club
18.07.2002 Dinamarca Kopenhagen Operaen
19.07.2002 Alemania Potsdam Lindenpark
20.07.2002 Hannover Béi Chéz Heinz - Festival
23.07.2002 París, Francia.
- Tour europeo de 2003 102 shows
- Tour europeo de 2004 56 shows
- Tour europeo de 2005 45 shows
- Tour México 2005 11 shows
- Tour europeo de 2006 35 shows
- Tour europeo de 2007 32 shows
- Tour europeo de 2008 33 shows
- Tour europeo de 2009 24 shows
- Tour europeo de 2010 30 shows
- Tour México 2016 12 shows
- Tour Chile 2017 9 shows
- Tour México 2018 4 shows
- Tour Argentina 2019 103 shows

### Videografía
- El Baile Oficial (director: Sama 1995)
- Vas a Volver (director: Quatrinni 1997)
- Joven Argentino (director: Estrada 1998)
- La Kulebra Del Amor (director: Estrada 1999)
- Soy Cuyano (director: Amuchastegui 1999)
- Que No Digan Nunca (director: Quatrini 2001)
- Son Del Negro (director: Estrada 2002)
- Fruta Amarga (director: Pintos 2004)
- Tu Pa Mi (director: Moreno 2005)
- Los Cangrejos (director: Moreno 2005)
- Pon La Gente Arriba (director: Ponce 2006)
- El Mejor (director: Pintos 2006)
- Luna Loca (director: Pablo 2007)
- La Lava (director: Estrada 2007)
- Hoy (director: Ponce 2008)
- Que No Digan Nunca (Live) (director: Petris 2009)
- Liar (director: Petris 2011)
- La Trampa (director: Oxido 2013)
- Salto Al Vacío (director: Oxido 2014)
- Causa Perdida (Director: Carlos Larrondo 2017)
- La Ventanita Del Amor (Director: Goy Karamelo 2020)
- El Gran Poder (Director: Goy Karamelo 2020)
- Vivo En Una Isla (Director: Goy Karamelo 2020)
- Que No Digan Nunca (En Casa)
- La Trampa (En Casa) (Director: Becerra 2020)
- El Ritmo Indecente (Director: Goy Karamelo 2020)
- Un Paso Más Allá (Director: Goy Karamelo 2020)
- Luna Loca (Director: Goy Karamelo 2020)
- No Nos Cuenten Cromañon (Director: Goy Karamelo 2020)
- Movidito, Movidito (Feat. El Pepo) (Director: Goy Karamelo 2020)
- 30 Milenios (En Vivo en Godoy Cruz Mendoza Argentina)
- Bailanta Acústika (En Vivo en C.A.F.F. Buenos Aires  Argentina)

## Live Streamings y DVDs
- 2005: 95-03
- 2009: El Baile Oficial
- 2015: Fiesta de La Cerveza
- 2021: No Nos Cuenten Cromañon
- 2024: 30 Milenios